# Camp Rock 2: The Final Jam (Soundtrack)
Camp Rock 2: The Final Jam ist der Soundtrack zum Disney-Film Camp Rock 2: The Final Jam.

## Veröffentlichung und Promotion
Der Soundtrack wurde am 10. August 2010 in den USA veröffentlicht. In Deutschland erschien er am 13. August, die deutsche Version des Albums (mit einem Bonus-Lied) war ab dem 3. September, dem Erstausstrahlungstermin in den USA, erhältlich. Einige Lieder werden auch bei Radio Disney gespielt. Zur Promotion diente die Jonas Brothers Live in Concert World Tour 2010, bei der beinahe die gesamte Besetzung aus dem Film die Jonas Brothers begleitete und viele Lieder des Soundtracks gespielt wurden.

## Titelliste
Die amerikanische Standard-Version umfasst 15 Lieder, wovon drei als Bonus-Tracks bezeichnet werden. Lied 15 ist das einzige, welches nicht von einem Künstler gesungen wird, der auch im Film zu sehen ist.
Standard-Version
| #   | Titel                             | Interpret                                         | Länge |
| --- | --------------------------------- | ------------------------------------------------- | ----- |
| 1.  | Brand New Day                     | Demi Lovato                                       | 3:21  |
| 2.  | Fire                              | Matthew "Mdot" Finley                             | 3:02  |
| 3.  | Can’t Back Down                   | Demi Lovato                                       | 3:20  |
| 4.  | It’s On                           | Cast von Camp Rock 2: The Final Jam               | 4:02  |
| 5.  | Wouldn’t Change a Thing           | Demi Lovato, Joe Jonas                            | 3:23  |
| 6.  | Heart and Soul                    | Jonas Brothers                                    | 2:57  |
| 7.  | You’re Favorite Song              | Demi Lovato, Joe Jonas                            | 2:15  |
| 8.  | Introducing Me                    | Nick Jonas                                        | 3:07  |
| 9.  | Tear It Down                      | Matthew „Mdot“ Finley, Meaghan Jette Martin       | 3:29  |
| 10. | What We Came Here For             | Camp Rock 2: The Final Jam-Cast                   | 4:16  |
| 11. | This Is Our Song                  | Demi Lovato, Nick Jonas, Joe Jonas, Alyson Stoner | 2:58  |
| 12. | Different Summers (Bonus-Track)   | Demi Lovato                                       | 3:36  |
| 13. | Walkin' in My Shoes (Bonus-Track) | Matthew „Mdot“ Finley, Meaghan Jette Martin       | 2:50  |
| 14. | It’s Not Too Late (Bonus-Track)   | Demi Lovato                                       | 3:33  |
| 15. | Rock Hard or Go Home              | Iron Weasel                                       | 2:58  |

Deutsche Version
In der deutschen Version des Soundtracks ist als Lied 1 der Song Wouldn’t Change a Thing gelistet. Allerdings singt Lovato diesmal das Lied zusammen mit der deutschen Band Stanfour, nicht mit Joe Jonas. Der restliche Teil des Albums ist identisch mit der Standard-Version, Wouldn’t Change a Thing ist somit also auch mit Joe Jonas als Duettpartner auf dem Album enthalten.

## Internationale Song-Versionen
| Lied                          | Original-Titel          | Sprache       | Interpret/en                                                              |
| ----------------------------- | ----------------------- | ------------- | ------------------------------------------------------------------------- |
| Eu Não Mudaria Nada Em Você   | Wouldn’t Change a Thing | Portugiesisch | Jullie, Joe Jonas                                                         |
| Wouldn't Change a Thing       | Wouldn’t Change a Thing | Englisch      | Stanfour, Demi Lovato                                                     |
| Nada Vou Mudar                | Wouldn’t Change a Thing | Portugiesisch | Mia Rose, Joe Jonas                                                       |
| Per la vita che verrà         | Wouldn’t Change a Thing | Italienisch   | Finley                                                                    |
| Nie zmieniajmy nic            | Wouldn’t Change a Thing | Polnisch      | Ewa Farna, Kuba Molęda                                                    |
| És Ezt Érzem Így Van Jól      | Wouldn’t Change a Thing | Ungarisch     | Brigitta Némethy, Ádám Dando                                              |
| Nu As Schimba Nimic           | Wouldn’t Change a Thing | Rumänisch     | Miruna Oprea, Noni                                                        |
| Wouldn't Change a Thing       | Wouldn’t Change a Thing | Englisch      | Sita, Dean                                                                |
| İstemem Değişmesin            | Wouldn’t Change a Thing | Türkisch      | Atiye Deniz                                                               |
| Stejný cíl mám dál            | Wouldn’t Change a Thing | Tschechisch   | Ewa Farna, Jan Bendig                                                     |
| O Que Viemos Fazer            | What We Came Here For   | Portugiesisch | Moroni Cruz, Lenora Hage, Carolina Calheiros, Bernardo Falcone            |
| A nossa canção                | This Is Our Song        | Portugiesisch | André Cruz, Catarina Boto, Mariana Tavares, Márcio Costa, Solange Hilário |
| Nuestra Canción               | This Is Our Song        | Spanisch      | Melocos                                                                   |
| Can’t Back Down               | Can’t Back Down         | Englisch      | Shannon (Gewinner von My Camp Rock 2 UK)                                  |
| N’abandonne Pas               | Can’t Back Down         | Französisch   | Léa Castel                                                                |
| Tu Dás O Ritmo Ao Meu Coração | You’re My Favorite Song | Portugiesisch | Soraia Barros (Gewinner von My Camp Rock 2 Portugal)                      |
| Tú Eres Mi Canción            | You’re My Favorite Song | Spanisch      | Lucia Gil                                                                 |
| Es Ist Noch Nicht Zu Spät     | It’s Not Too Late       | Deutsch       | Blindflug                                                                 |
| It’s Not Too Late             | It’s Not Too Late       | Englisch      | Julia (Gewinner von The Polish My Camp Rock 2)                            |
| It’s Not Too Late             | It’s Not Too Late       | Englisch      | Cheyenne & Mayleen (Gewinner von The Dutch/Belgian My Camp Rock 2)        |
| It’s On                       | It’s On                 | Französisch   | Noémie & Nicolas (Gewinner von The French My Camp Rock 2)                 |
| It’s On                       | It’s On                 | Mandarin      | Da Mouth                                                                  |
| Fire                          | Fire                    | Englisch      | Ola Svensson, Mohamed Ali (Sänger), Endre Nordvik                         |
| Fire                          | Fire                    | Englisch      | Sharbel Karam, Tristan Kasparian                                          |
| Brand New Day                 | Brand New Day           | Englisch      | Team Treble (Gewinner von My Camp Rock 2 Australia)                       |

## Erfolg

### Soundtrack
Der Soundtrack war ähnlich erfolgreich wie sein Vorgänger und verkaufte sich bereits in der ersten Woche 41.000 Mal. In Deutschland und generell in Europa war das Album nicht mehr ganz so erfolgreich wie die CD zum Vorgänger. In England platzierte sich das Album in den Kompilation-Charts.

| Jahr | Titel                      | Höchstplatzierung, Gesamtwochen, AuszeichnungChartplatzierungen (Jahr, Titel, Platzierungen, Wochen, Auszeichnungen, Anmerkungen) | Höchstplatzierung, Gesamtwochen, AuszeichnungChartplatzierungen (Jahr, Titel, Platzierungen, Wochen, Auszeichnungen, Anmerkungen) | Höchstplatzierung, Gesamtwochen, AuszeichnungChartplatzierungen (Jahr, Titel, Platzierungen, Wochen, Auszeichnungen, Anmerkungen) | Höchstplatzierung, Gesamtwochen, AuszeichnungChartplatzierungen (Jahr, Titel, Platzierungen, Wochen, Auszeichnungen, Anmerkungen) | Höchstplatzierung, Gesamtwochen, AuszeichnungChartplatzierungen (Jahr, Titel, Platzierungen, Wochen, Auszeichnungen, Anmerkungen) | Anmerkungen                                              |
| Jahr | Titel                      | DE | AT | CH | UK | US | Anmerkungen                                              |
| ---- | -------------------------- | --- | --- | --- | --- | --- | -------------------------------------------------------- |
| 2010 | Camp Rock 2: The Final Jam | DE28 (10 Wo.)DE | AT18 (12 Wo.)AT | CH45 (7 Wo.)CH | — | US3 (13 Wo.)US | Erstveröffentlichung: 10. August 2010 Verkäufe: + 80.000 |

### Singles
Die anderen vier Lieder, welche ebenfalls veröffentlicht worden waren, konnten sich nicht in den Charts platzieren. Der Titel Wouldn’t Change a Thing wurde in deutschsprachigen Regionen (Deutschland & Österreich) als Duett mit der Band Stanfour veröffentlicht, in den übrigen Ländern erschien das Lied mit Joe Jonas als Duettpartner.

| Jahr | Titel Album                                              | Höchstplatzierung, Gesamtwochen, AuszeichnungChartplatzierungen (Jahr, Titel, Album, Platzierungen, Wochen, Auszeichnungen, Anmerkungen) | Höchstplatzierung, Gesamtwochen, AuszeichnungChartplatzierungen (Jahr, Titel, Album, Platzierungen, Wochen, Auszeichnungen, Anmerkungen) | Höchstplatzierung, Gesamtwochen, AuszeichnungChartplatzierungen (Jahr, Titel, Album, Platzierungen, Wochen, Auszeichnungen, Anmerkungen) | Höchstplatzierung, Gesamtwochen, AuszeichnungChartplatzierungen (Jahr, Titel, Album, Platzierungen, Wochen, Auszeichnungen, Anmerkungen) | Höchstplatzierung, Gesamtwochen, AuszeichnungChartplatzierungen (Jahr, Titel, Album, Platzierungen, Wochen, Auszeichnungen, Anmerkungen) | Anmerkungen                                                    |
| Jahr | Titel Album                                              | DE | AT | CH | UK | US | Anmerkungen                                                    |
| ---- | -------------------------------------------------------- | --- | --- | --- | --- | --- | -------------------------------------------------------------- |
| 2010 | Wouldn’t Change a Thing Camp Rock 2: The Final Jam (OST) | DE28 (11 Wo.)DE | AT36 (9 Wo.)AT | — | UK71 (1 Wo.)UK | — | Erstveröffentlichung: 31. Juli 2010 feat. Joe Jonas / Stanfour |

## Auszeichnungen für Musikverkäufe
Die weltweiten Verkäufe des Albums beliefen sich bis Ende 2010 auf über eine Million Einheiten.
| Land/Region                  | Auszeichnungen für Musikverkäufe (Land/Region, Auszeichnung, Verkäufe) | Verkäufe |
| ---------------------------- | ---------------------------------------------------------------------- | -------- |
| Brasilien (PMB)              | Gold                                                                   | 20.000   |
| Portugal (AFP)               | Platin                                                                 | 20.000   |
| Vereinigte Staaten (RIAA)    | —                                                                      | 500.000  |
| Vereinigtes Königreich (BPI) | Silber                                                                 | 60.000   |
| Insgesamt                    | 1× Silber · 1× Gold · 1× Platin ·                                      | 600.000  |